# 漣バル
漣 バル（さざなみ バル、英語: Balu Sazanami、2003年11月21日 - ）は、日本のプロボクサー。栃木県那須塩原市出身。現日本女子ミニマム級王者。ワールドスポーツボクシングジム所属。
本名は岩井 リサ（いわい リサ）で、プロボクサーになる前はインフルエンサーとして活動しており、その時の芸名をリングネームにした。

## 来歴
日本人の父とフィリピン人の母の下で生まれた。
通信制高校2年の時に地元のアマチュアジムでボクシングを始め、同郷の先輩である高橋拓夢（角海老宝石）のデビュー戦を観戦したのがきっかけでDANGAN AOKI GYMに入門しプロに転向。
2022年12月12日、後楽園ホールにて愛楽バルボア戦でデビューし3-0判定勝利。
2023年3月16日、川口まなを3-0判定で降し連勝。
2023年6月20日、大橋光希を2-0判定で降し3連勝。
2024年よりワールドスポーツジムに移籍。
2024年2月16日、渡邉恵に1-1判定で引き分けとなり連勝が止まる。
2024年12月4日、初の6回戦としてタイのウィスター・シリッデットを6回TKOで退け初のKO勝利。
2025年1月21日、ロリト麻理菜の王座返上により空位となった日本女子ミニマム級王座決定戦を前原香那枝と行い、3-0判定でプロ初タイトル獲得。
2025年4月15日付で王座返上。

## 戦績
- プロボクシング：6戦 5勝 1KO 1分

| 戦           | 日付           | 勝敗 | 時間 | 内容    | 対戦相手                 | 国籍 | 備考                       |
| ------------ | -------------- | ---- | ---- | ------- | ------------------------ | ---- | -------------------------- |
| 1            | 2022年12月22日 | ☆    | 4R   | 判定3-0 | 愛楽バルボア (伴流)      | 日本 | プロデビュー戦             |
| 2            | 2023年3月16日  | ☆    | 4R   | 判定3-0 | 川口まな (パンチアウト)  | 日本 |                            |
| 3            | 2023年6月20日  | ☆    | 4R   | 判定2-0 | 大橋光希 (ワタナベ)      | 日本 |                            |
| 4            | 2024年2月16日  | △    | 4R   | 判定1-1 | 渡邉恵 (TEAM 10COUNT)    | 日本 |                            |
| 5            | 2024年12月4日  | ☆    | 6R   | TKO     | ウィスター・シリッデット | タイ |                            |
| 6            | 2025年1月21日  | ☆    | 6R   | 判定3-0 | 前原香那枝（三迫）       | 日本 | 日本女子ミニマム級王座獲得 |
| テンプレート |                |      |      |         |                          |      |                            |

## 獲得タイトル
- 第7代日本ミニマム級王座